# گئورگ هوفمان
گئورگ هوفمان (آلمانی: Georg Hoffmann; ۱ ژانویهٔ ۱۸۸۰ – ۱ ژانویهٔ ۱۹۴۷) شیرجه‌رو و شناگر اهل آلمان بود.